# Fairytale (canción de Eneda Tarifa)
«Fairytale» —en español: «Cuento de hadas»— es una canción compuesta por Olsa Toqi e interpretada en inglés por Eneda Tarifa. Se lanzó como descarga digital el 30 de marzo de 2016 mediante Universal Music Denmark. Fue elegida para representar a Albania en el Festival de la Canción de Eurovisión de 2016 tras ganar la final nacional albanesa, Festivali i Këngës 54, en 2015.
La versión original de la canción, «Përallë», fue escrita en albanés.

## Videoclip
El videoclip oficial de la canción se grabó en Theth, al norte de Albania. Este se publicó el 13 de marzo de 2016, al mismo tiempo que se presentaba la versión inglesa de la canción.

## Festival de Eurovisión

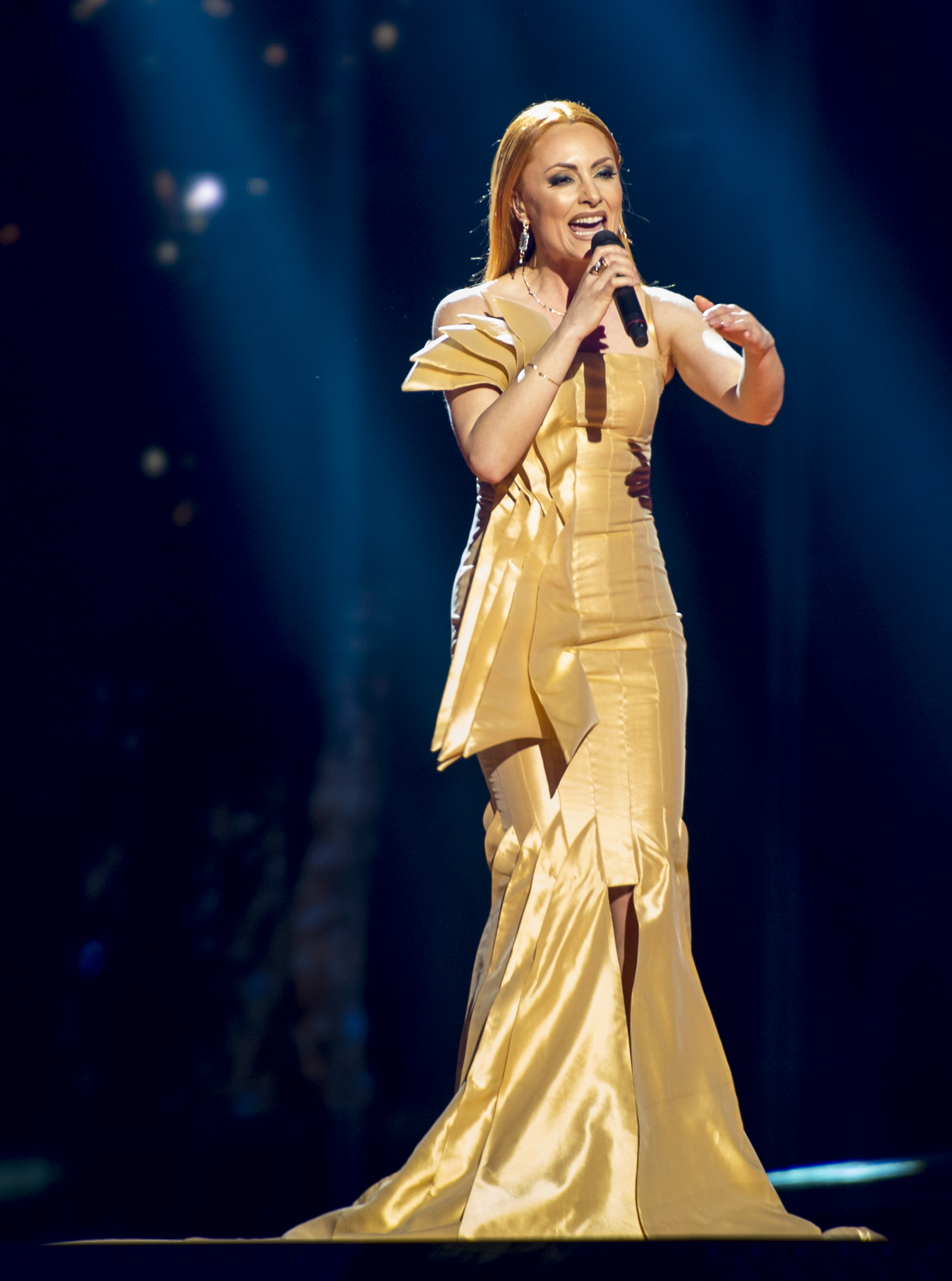
Tarifa interpretando la canción durante el Festival de la Canción de Eurovisión 2016.

### Festivali i Këngës 54

#### Elección de los participantes
La Radio Televisión Albanesa (RTSH) invitó a los artistas y compositores interesados a enviar sus canciones entre el 29 y el 30 de septiembre de 2015. Los criterios de presentación incluían que todas las canciones tenían que estar en albanés, todos los intérpretes deberían tener al menos 16 años, los cantantes y compositores solo podían enviar una canción y los letristas podían enviar dos canciones. La emisora recibió 70 canciones aproximadamente. El 16 de octubre de 2015, RTSH anunció los treinta artistas y canciones seleccionados para la competición por un comité especial.
Las participaciones de la competición se publicaron en línea mediante la web de la emisora el 4 de diciembre de 2015. Durante diciembre de 2015, Radio Tirana emitió las canciones y entrevistó a los artistas en el programa Gjithçka Shqip, presentado por Andri Xhahu y Artemisa Deda. El 10 de diciembre se publicaron montajes de las canciones como vídeos promocionales.

#### La competición
La canción «Përallë» fue interpretada en la segunda semifinal, y luego, en la final. Finalmente, quedó en primer puesto, declarándose ganadora del certamen y siendo así seleccionada para representar a su país en el Festival de la Canción de Eurovisión 2016.

### Festival de la Canción de Eurovisión 2016
Esta canción fue la representación albanesa en el Festival de la Canción de Eurovisión 2016, ya con el nombre de «Fairytale».
El 25 de enero de 2016, se organizó un sorteo de asignación en el que se colocaba a cada país en una de las dos semifinales, además de decidir en qué mitad del certamen actuarían.
Así, la canción fue interpretada en decimoséptimo lugar durante la segunda semifinal, celebrada el 12 de mayo de ese año, precedida por Georgia con Nika Kocharov & Young Georgian Lolitaz interpretando «Midnight gold» y seguida por Bélgica con Laura Tesoro interpretando «What's the pressure?». Durante la emisión del certamen, la canción no fue anunciada entre los diez temas elegidos para pasar a la final y por lo tanto no cualificó para competir en esta. Más tarde se reveló que Albania había quedado en 16º puesto de los 18 países participantes de la semifinal con 45 puntos.

## Promoción
Eneda Tarifa hizo varias apariciones alrededor de Europa para promover la canción «Fairytale» como la representación albanesa de Eurovisión. El 9 de abril, tarifa actuó durante el evento Eurovision in Contest que tuvo lugar en el centro Melkweg en Ámsterdam, Países Bajos, presentado por Cornald Maas y Hera Björk. Entre el 11 y el 13 de abril, Tarifa participó en actividades promocionales en Tel Aviv, Israel, y actuó durante el evento Israel Calling organizado en el centro Ha'teatron. El 17 de abril, Eneda Tarifa actuó durante London Eurovision Party, que tuvo lugar en el Café de París en Londres, Reino Unido, y fue presentado por Nicki French y Paddy O'Connell.

## Formatos
| Descarga digital |             |          |  |
| N.º              | Título      | Duración |  |
| 1.               | «Fairytale» | 3:00     |  |

## Posicionamiento en listas
| País                              | Lista                             | Mejor posición                    |                                   |
| Diciembre de 2015 — enero de 2016 | Diciembre de 2015 — enero de 2016 | Diciembre de 2015 — enero de 2016 | Diciembre de 2015 — enero de 2016 |
| --------------------------------- | --------------------------------- | --------------------------------- | --------------------------------- |
| Albania                           | Top 100                           | 39                                |                                   |

## Letra
En la canción, la cantante se dirige a alguien al que ama, hablando sobre una «historia de amor» que hay entre ellos.